# Arrondissements des Landes

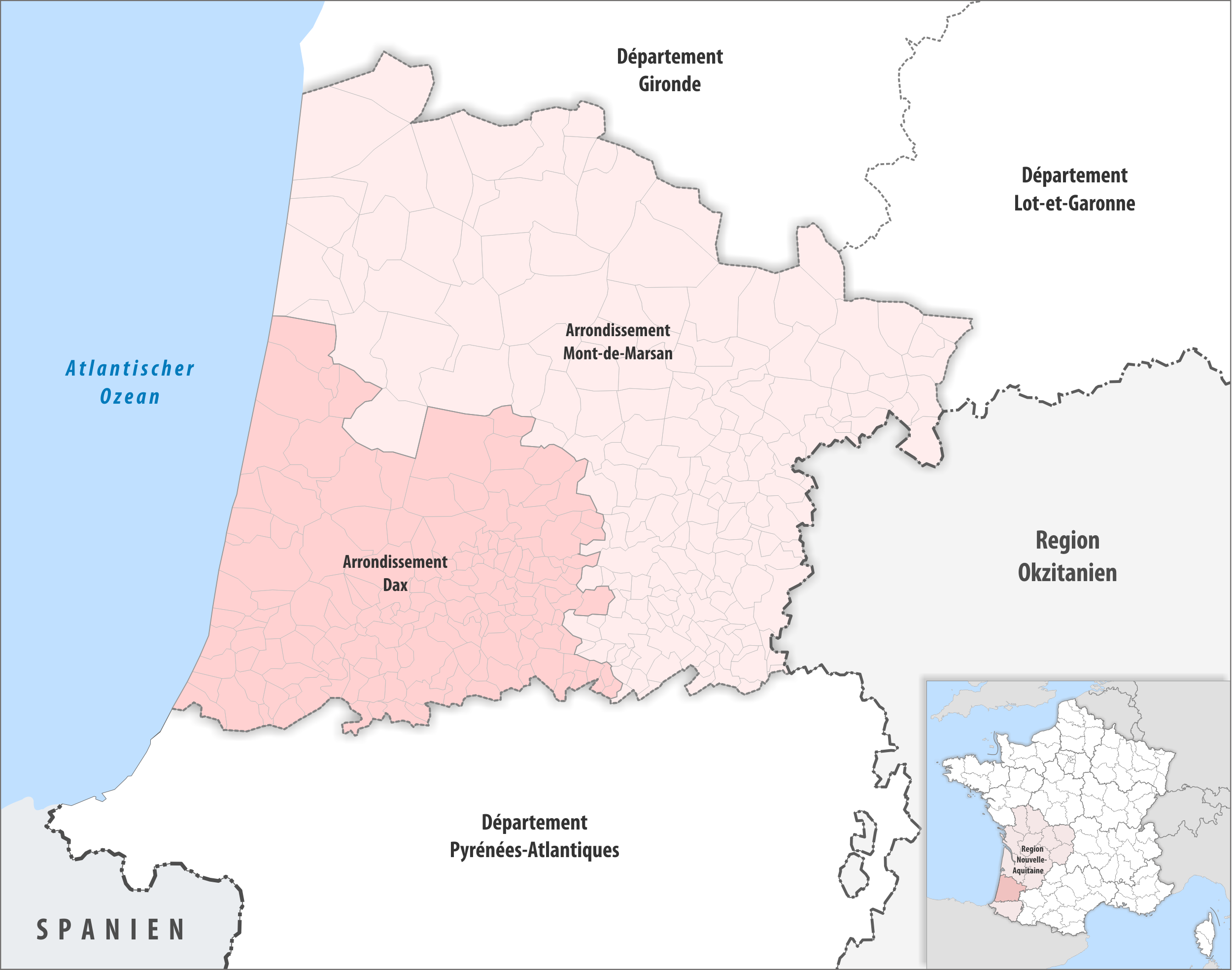
Les arrondissements des Landes en 2019.

Le département des Landes comprend deux arrondissements.

## Composition
| Nom                              | Code Insee | Superficie (km2) | Population (dernière pop. légale) | Densité (hab./km2) | Modifier             |
| -------------------------------- | ---------- | ---------------- | --------------------------------- | ------------------ | -------------------- |
| Arrondissement de Dax            | 401        | 3 194,20         | 240 041 (2022)                    | 75                 | modifier les données |
| Arrondissement de Mont-de-Marsan | 402        | 6 048,40         | 188 386 (2022)                    | 31                 | modifier les données |
| Landes                           | 40         | 9 243,00         | 428 427 (2022)                    | 46                 | modifier les données |

## Histoire
- 1790 : création du département des Landes avec quatre districts : Dax, Mont-de-Marsan, Saint-Sever, Tartas
- 1800 : création des arrondissements : Dax, Mont-de-Marsan, Saint-Sever
- 1926 : suppression de l'arrondissement de Saint-Sever